# Mon démon bien aimé
Pour plus de détails, voir Fiche technique et Distribution.
Mon démon bien aimé (My Demon Lover) est un film américain réalisé par Charlie Loventhal, sorti en 1987.

## Synopsis
Un musicien de rue sans-abri se transforme en démon quand il est attiré par une femme.

## Fiche technique
- Titre : Mon démon bien aimé
- Titre original : My Demon Lover
- Réalisation : Charlie Loventhal
- Scénario : Leslie Ray
- Musique : David Newman
- Photographie : Jacques Haitkin
- Montage : Ronald Roose
- Production : Gerald T. Olson et Robert Shaye
- Société de production : New Line Cinema
- Société de distribution : New Line Cinema (États-Unis)
- Pays de production :  États-Unis
- Genre : Comédie horrifique et fantastique
- Durée : 90 minutes
- Date de sortie : 
  - États-Unis : 24 avril 1987

## Distribution
- Scott Valentine : Kaz
- Michele Little : Denny
- Robert Trebor : Charles
- Gina Gallego : Sonia
- Alan Fudge : Phil Janus
- Dan Patrick Brady : Chip
- David S. Cass Sr. : le partenaire de Grady
- Eva Charney : Grady
- Betsy Chasse : Bibi
- Steven Hutchins : Kaz jeune
- Franis James : Mme. Szegulesco
- Lin Shaye : la jeune fille anémique

## Accueil
Le film reçoit la note de 2/5 sur AllMovie.